# Marcel Dalton
Marcel Dalton est la cent-neuvième histoire de la série de bande dessinée Lucky Luke par Bob De Groot (scénario) et Morris (dessinateur). Il est publié pour la première fois en 1998 par Lucky Productions, no 38.

## Résumé
Marcel Dalton est l'honnête oncle suisse des frères Dalton, banquier de son état. Celui-ci arrive au Far West pour reprendre une petite banque de Mosquito Gulch. Lucky Luke est chargé de l'escorter. Mais il doit affronter James Swindler, un banquier concurrent, qui désire garder le monopole banquier de la ville, tout en surveillant ses neveux qu'il a engagés dans son entreprise.
Cet album a fait l'objet d'un article sur le site Caricaturescaricature par Guillaume Doizy en 2019 qui analyse le caractère antisémite du dessin du banquier Swindler tel que tracé par Morris.

### Documentation
- Philippe Audoin, « Rank Xerox, plus vite que son ombre », BoDoï, no 14,‎ décembre 1998, p. 6.